# Замойский, Адам Стефан
Адам Стефан Замойский (пол. Stefan Adam Zamoyski; родился 11 января 1949 года в Нью-Йорке) — британский историк и публицист, мальтийский кавалер, бывший председатель правления Фонда Чарторыйских князей.

## Биография
Родился 11 января 1949 года в Нью-Йорке, США. Второй (младший) сын графа Стефана Адама Замойского (1904—1976) и княгини Елизаветы Чарторыйской (1905—1989). 
Он вырос в Англии, много лет живет в Лондоне. Окончил школу Даунсайд и Куинз-колледж в Оксфорде. Он журналист Би-би-си и «Financial Times». Будучи независимым историком, он занимается вопросами истории Польши и в целом Европы в XIX веке. В 1997 году получил диплом министра иностранных дел Польши за выдающиеся заслуги перед польской культурой.
В 2007 году издательский институт «Знак» получил премию имени профессора Ежи Жаворонека за его книгу «1812 года. Война с Россией». Его первая книга-изданная в Лондоне в 1979 году биография польского пианиста, педагога и композитора Фредерика Шопена (1810—1849). Его тексты были размещены в The Times, The Daily Telegraph, The Sunday Telegraph, The Independent, The Guardian, The Evening Standard, The Art Newspaper, The Australian, Tatler, Departures Magazine, Country Life, Event, Apollo, Harpers & Queen. Член Польского научного общества на чужбине.

## Личная жизнь
16 июня 2001 года в Лондоне женился на художнице Эмме Сержант. Младший брат Марии Елены Замойской и Здислава Климента Замойского. Говорит по-польски, по-французски, по-английски, по-русски и по-итальянски. Страну своих родителей (они покинули Польшу после начала Второй мировой войны) он впервые посетил в 1960-е годы.
Замойский живет в Лондоне со своей женой, художницей Эммой Сержант . Он впервые посетил Польшу в 1960-х годах и теперь имеет второй дом в районе большого биоразнообразия недалеко от Замосца, где он посадил более тысячи деревьев и восстановил ряд традиционных деревянных коттеджей.

## Публикация

### Книги
- Zamoyski, Adam. Chopin: A Biography. — London : Collins, 1979. — ISBN 0-00-216089-7.[4]
- Zamoyski, Adam. Chopin: A New Biography. — 1st USA. — Garden City, N.Y. : Doubleday, 1980. — ISBN 0-385-13597-1.[5]
- Zamoyski, Adam. Chopin: Prince of the Romantics. — revised digital. — London : HarperCollins, 2010. — ISBN 978-0-00-735182-4.[6]
- Zamoyski, Adam. The Battle for the Marchlands. A history of the 1920 Polish-Soviet War. — Boulder : East European Monographs, 1981.
- Zamoyski, Adam. Paderewski. A Biography. — London : Collins, 1982.
- Zamoyski, Adam. The Polish Way: A Thousand-Year History of the Poles and Their Culture. — London : John Murray, 1987.
- Zamoyski, Adam. The Last King of Poland. — London : Jonathan Cape, 1992.
- Zamoyski, Adam. The Forgotten Few: The Polish Air Force in the Second World War. — London : John Murray, 1995.
- Zamoyski, Adam. Holy Madness: Romantics, Patriots and Revolutionaries 1776–1871. — London : Weidenfeld & Nicolson, 1999.
- Zamoyski, Adam. Poland: A Traveller's Gazetteer. — London : John Murray, 2001.
- Zamoyski, Adam. The Czartoryski Museum. — London : Azimuth Editions, 2001.
- Zamoyski, Adam. Moscow 1812: Napoleon's Fatal March on Moscow. — New York : HarperCollins, 2004.
- Zamoyski, Adam. Rites of Peace, The fall of Napoleon & the Congress of Vienna. — London : HarperCollins, 2007.
- Zamoyski, Adam. Warsaw 1920 – Lenin's Failed Conquest of Europe. — London : HarperCollins, 2008.
- Zamoyski, Adam. Poland: A History. — London : HarperPress, 2009.[7]
- Zamoyski, Adam. Phantom Terror: The Threat of Revolution and the Repression of Liberty 1789–1848. — London : William Collins, 2014.
- Zamoyski, Adam. Napoleon. The Man Behind the Myth. — London : William Collins, 2018.

### Вклад и другие публикации
- Sienkiewicz, Henryk. Charcoal Sketches and Other Tales. — London : Angel Books, 1990. — ISBN 978-0-946162-32-1.
- Zamoyski, Adam. The Political Vision of Stanisław Augustus // Exhibition Catalogue: Treasures of a Polish King. — London : Dulwich Picture Gallery, 1992. — ISBN 978-0-9501564-6-0.
- Działalność Edwarda Raczyńskiego w okresie powojennym // Działalność dyplomatyczna i polityczna Edwarda Raczyńskiego. — Łódź, 1994.
- Nine entries by Zamoyski in Grove Art Online, London 1996.
- Zamoyski, Adam. King Stanisław II Augustus // Exhibition catalogue: Polens letzter Konig un seine Maler. — Munchen : Neue Pinakothek, 1995.
- Zamoyski, Adam. The Art of the Possible // Constitution and Reform in Eighteenth-Century Poland. The Constitution of 3 May 1791 / Samuel Fiszman. — Bloomington : Indiana University Press, 1997. — ISBN 978-0-253-33317-9.
- Zamoyski, Adam. The History of Poland in the 16th–18th centuries // iLand of the Winged Horsemen. Art in Poland 1572–1764 / Jan K. Ostrowski. — Yale University Press, 1999. — ISBN 978-0-300-07918-0.
- From 2003 to 2019 Zamoyski wrote over a dozen articles for The Spectator.[8]
- Zamoyski, Adam. Napoleon Triumphs in Russia // What Might Have Been?: Leading Historians on Twelve 'What Ifs' of History / Andrew Roberts. — London : Hachette UK, 2004. — ISBN 978-0-297-86448-6.
- Zamoyski, Adam. Kraków, Renaissaince City of the North // The Great Cities in History / John Julius Norwich. — London : Thames & Hudson, 2009. — ISBN 978-0-500-77358-1.
- Zamoyski, Adam. Napoleon. — London : Connell Publishing, 2018. — ISBN 978-1-912568-01-7.

## Награды
- Командорский Крест Ордена Возрождения Польши (2007)
- Офицерский Крест Ордена Возрождения Польши (1997)
- Кавалерийский крест Ордена Возрождения Польши (21 июня 1982, присвоен Эдуардом Рачинским)
- Офицерский Крест Ордена Заслуг перед Республикой Польша (1996)
- Почётный знак МИД Польши «Bene Merito» (2010)
- Командорский крест со звездой Ордена заслуг pro Merito Melitensi (1998)
- Кавалерийский Крест Ордена Pro Merito Melitensi (1983)
- Медаль Polonia Mater Nostra Est (2003)
- Почетная жемчужина польской экономики в категории воспитание польских традиций и патриотических ценностей (2010)